# 九佛快速路
九佛快速路（前称“知识城东部快速”）是中国广东省广州市黄埔区一条在建的南北向快速路，起于规划二路，止于规划六路，与穗深城际铁路共线。规划全长约7.72公里，主线双向六车道，设计行车速度80公里每小时。
九佛快速路二期将北延与钟太快速路连接。

## 历史
2017年11月17日，九佛快速路一期动工。